# Maja Narbutt
Maja Narbutt – polska dziennikarka, reportażystka.
Przez lata, do grudnia 2011 była dziennikarką dziennika „Rzeczpospolita”, także jako wysłanniczka pisma na Litwie. W tym czasie w latach 90. współpracowała z polskojęzycznym tygodnikiem „Słowo Wileńskie”, wydawanym w Wilnie. Do listopada 2012 publikowała w tygodniku „Uważam Rze”. Na początku 2013 dołączyła do składu redakcyjnego tygodnika „WSieci” oraz pokrewnym portalem WPolityce.pl. Nawiązała także współpracę z tygodnikiem „Fronda”.

## Odznaczenia i nagrody
- Była finalistką konkursu o nagrodę Grand Press 2006 za najlepszy reportaż prasowy za reportaż pt. Tajemnice pomarańczowej rewolucji w „Rzeczpospolitej”[4].
- Nagrody Stowarzyszenia Dziennikarzy Polskich:
  - Za rok 2002 otrzymała wyróżnienie w kategorii Nagrody im. Kazimierza Dziewanowskiego za artykuł Kandydaci na wrogów ludu w „Rzeczpospolitej”[5].
  - Za rok 2005 otrzymała zespołowo Nagrodę im. Stefana Żeromskiego za reportaż pt. Musimy kończyć, kop sobie grób w „Rzeczpospolitej” oraz wyróżnienie w kategorii Nagrody im. Kazimierza Dziewanowskiego za artykuł Pamięć i zapomnienie – Wołyń 61 lat później w „Rzeczpospolitej”[6].
  - Za rok 2006 otrzymała zespołowo Nagrodę im. Kazimierza Dziewanowskiego za reportaż pt. Tajemnice pomarańczowej rewolucji w „Rzeczpospolitej”[7].
  - Za rok 2014 otrzymała wyróżnienie w kategorii Nagrody im. Stefana Żeromskiego za reportaż pt. Krzyk dziecka we „WSieci”[8].
- W 2007 została odznaczona Krzyżem Kawalerskim Orderu „Za Zasługi dla Litwy”, którym udekorowano ją w lutym 2008[9][10].